# Coldwater, Mississippi
Coldwater là một thành phố thuộc quận Tate, tiểu bang Mississippi, Hoa Kỳ. Năm 2010, dân số của thành phố này là 1 677 người.

## Dân số
- Dân số năm 2000: 1 674 người.
- Dân số năm 2010: 1 677 người.